# Rougemont (conseil législatif)
Ne doit pas être confondu avec Rougemont (division sénatoriale canadienne).
Division du Conseil législatif du Québec
Rougemont est une division du Conseil législatif du Québec ayant existé de 1867 à 1968. Elle est abolie en même temps que le Conseil lui-même.

## Liste des conseillers
| Années | Années      | Conseiller législatif       | Parti           |
| ------ | ----------- | --------------------------- | --------------- |
|        | 1867 - 1876 | John Fraser de Berry        | Conservateur    |
|        | 1877 - 1895 | Pierre Boucher de la Bruère | Conservateur    |
|        | 1895 - 1905 | Gédéon Ouimet               | Conservateur    |
|        | 1906 - 1909 | François Gosselin           | Libéral         |
|        | 1910 - 1941 | Ernest Choquette            | Libéral         |
|        | 1942 - 1956 | Wilfrid Bovey               | Libéral         |
|        | 1958 - 1967 | Albiny Paquette             | Union nationale |
|        | 1967 - 1968 | Jean-Guy Cardinal           | Union nationale |